# باشگاه فوتبال زنیچ پروشکوف

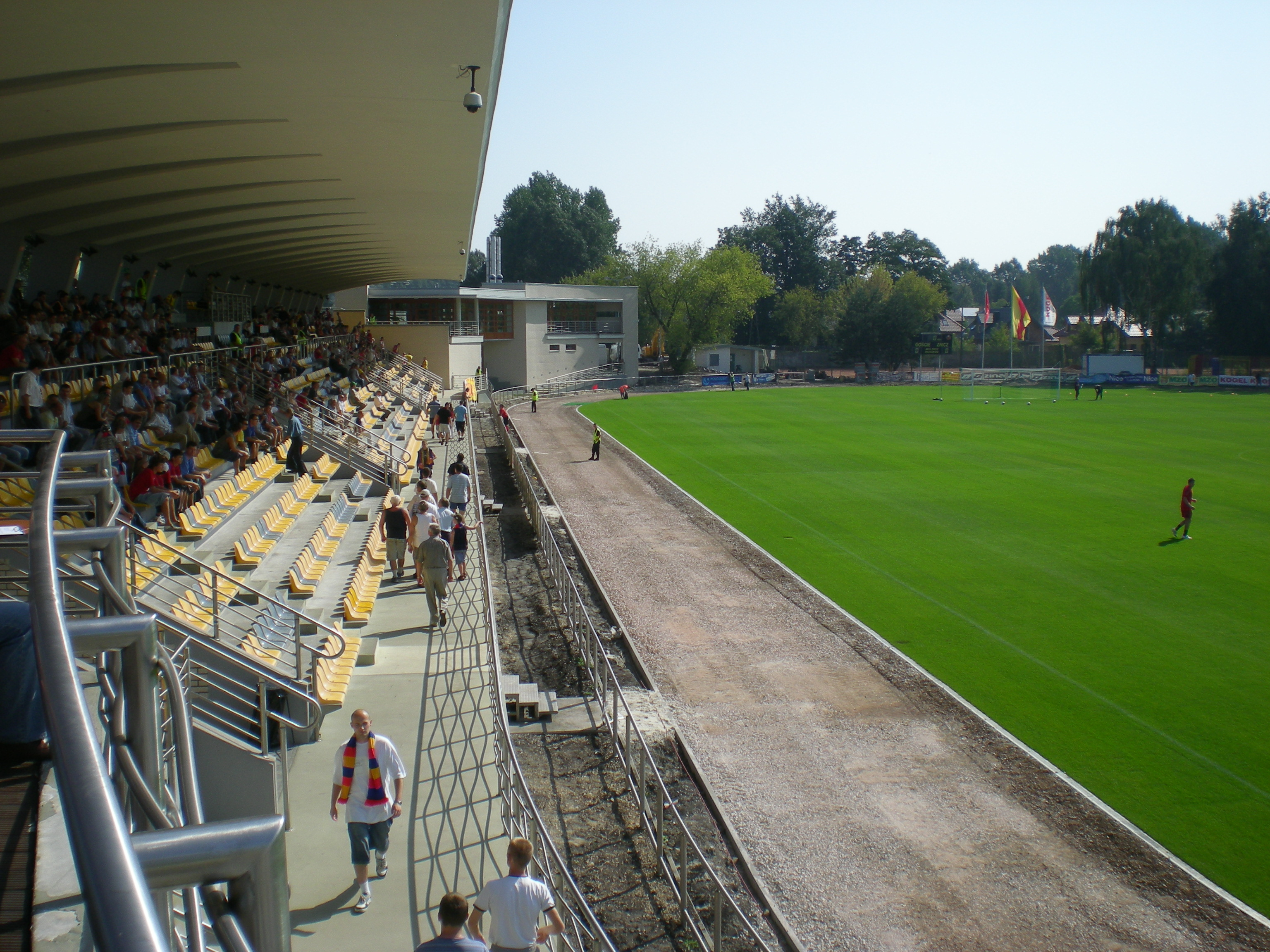
زمین خانگی: ورزشگاه زنیتزا پروشکوف

باشگاه ورزشی شهری زنیچ پروشکوف (به لهستانی: ˈzɲit͡ʂ ˈpruʂkuf) یک باشگاه فوتبال مستقر در پروشکوف، لهستان است.

## بازیکنان معروف
شناخته‌شده‌ترین بازیکن زنچ پروشکوف، روبرت لواندوفسکی است که از سال ۲۰۰۶ تا ۲۰۰۸ برای تیم زنیچ بازی کرد و در هر دو فصل حضورش در این باشگاه، بهترین گل‌زن لیگ بود و به تیم کمک کرد تا به لیگ برتر در سال ۲۰۰۷ صعود کند.
آکادمی زنیچ پروشکوف یکی از بهترین آکادمی‌های لهستان است. تعداد زیادی از بازیکنان آکادمی در نهایت در تیم‌های ملی اکستراکلاسا و لهستان بازی کردند. رادوسلاو ماژوسکی که یکی از آنها بود، در نهایت برای ناتینگهام فارست بازی کرد و بازی‌های ملی متعددی برای تیم ملی انجام داد.